# РМС Лаконија
Други брод РМС Лаконија је био Кјунард прекоокеански брод саграђен у бродоградилишту Сван Хантер и Вигам Ричардсон као и успешни путнички брод РМС Лаконија из 1911. до 1917. када је торпедован.
Нови брод поринут је 9. априла 1921. године и прво путовање је било 25. маја 1922. од Саутемптона до Њујорка. Као и његов представник који је потонуо у Првом светском рату, али и ова РМС Лаконија је такође уништена од Немачке Подморнице 12. септембра 1942.. Неки прорачуни су проценили да је погинуло преко 1649 људи на РМС Лаконији. Командер подморнице У-156 Вернер Хартенштајн је видео колико људи скаче у воду вриштећи најстрашнијим гласом па се са својом посадом вратио по преживеле и спасио их на обали западне Африке